# Sealand
Sealand sau  Principality of Sealand (română: Principatul Sealand) este o micronațiune pe fostul fort englez Maunsell Fort, HM Fort Roughs, situat la aproape 10 km distanță de coasta Suffolk, Anglia, care pretinde autoritate asupra spațiului maritim cu același nume din jurul insulei.
Sealand a fost declarată țară independentă și suverană la 2 septembrie 1967 după ce fortul a fost ocupat de către acoliții lui Paddy Roy Bates, un fost ofițer al armatei britanice aflat la acea vreme în conflict cu autoritatea britanică din cauza unui post de radio pirat. De atunci apără permanent, atât juridic cât și cu armele, existența principatului și cere comunității internaționale recunoașterea independenței și suveranității Principatului Sealand după normele dreptului internațional existent. Comentatorii politici externi clasifică Principatul Sealand drept micronațiune, fiind descrisă drept cea mai bine cunoscută dintre micronațiuni.
Cu toate că este deosebit de mediatizat, îndeosebi prin calitatea de exemplu din discuțiile referitoare la dreptul internațional, până acum nu a fost recunoscut de nici un stat membru al Organizației Națiunilor Unite. În Germania și USA există deja decizii juridice conform cărora Principatul Sealand nu îndeplinește condițiile necesare existenței unui stat și ca atare nu poate fi nici subiect al dreptului internațional. Criticii mai spun că platformele din care este alcătuit Principatul se găsesc în mijlocul apelor teritoriale britanice care din 1987 au fost extinse la 12 mile marine.

## Poziționare și mărime

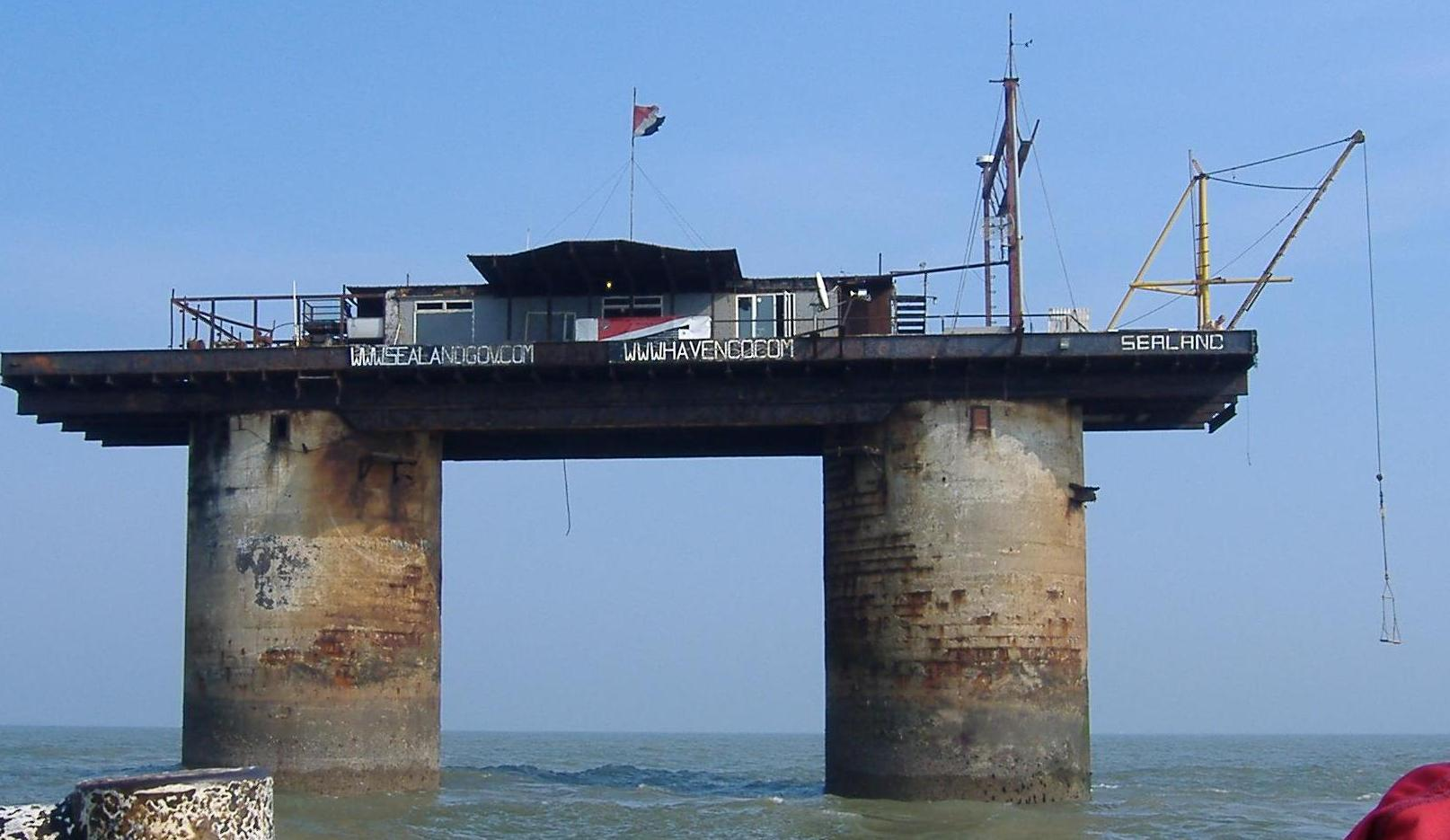
Cea mai mică "țară" din lume.

Sealand  se află în Marea Nordului la aproape 10 km coasta Suffolk, Anglia. Coordonatele geografice sunt 51º 53’ latitudine nordică și 1º 28’I longitudine estică. 
În interiorul celor două coloane de beton pe care se află platforma de oțel se găsesc câte șapte etaje, împărțite în câte opt camere pe fiecare coloană. Începând de jos: un fost depozit de muniții, o capelă, depozite și apartamente. Camerele de la etajele superioare sunt rezervate generatoarelor de curent. Pe platforma de oțel se afla camere de baie, bucătăria, alte spații de locuit și un heliport.

## Populația/Familia Bates
Populația a fost constituită la început din familia Bates și câțiva prieteni, pe insulă nu au locuit însă mai mult de 10 persoane niciodată. Astăzi staționează permanent pe insulă, după incendiul care a devastat-o în 23 iunie 2006, doar un paznic în calitate de reprezentant al regimului sealandez și după necesitați unul sau doi tehnicieni ai firmelor  HavenCo respectiv Church and East.
Familia Bates s-a întors deja de mulți ani pe teritoriul englez în principal din motive de sănătate. După ce i-a transferat responsabilitatea guvernării fiului său Michael Bates, 
Paddy Roy Bates a revenit în 1999 în casa familiei din Leigh-on-Sea, un sat pescăresc din districtul Southend-on-Sea, Essex. Casa de acolo este momentan locuită de Mihael Bates, soția acestuia și cei trei copii. Paddy Roy Bates a decedat în octombirie 2012 la vârsta de 91 de ani.

## Istoria

### Preliminarii
Platforma Roughs Tower intră în componența Fortului Maunsell, pe care armata britanică l-a folosit ca structură defensivă în timpul celui de-al doilea război mondial pentru a se apăra de atacurile maritime sau aeriene care se concentrau la revărsarea fluviului Tamisa. Fortul a fost construit în toamna anului 1941 pe un ponton plutitor a fost mai apoi dus in mare și instalat prin scufundare pe duna de nisip subacvatică Rough Sands  la 11 februarie 1942 în conformitate cu planul inițial. Exact ca HM Fort Roughs a fost  atunci dat în folosința Royal Navy. După terminarea războiului și-a pierdut, alături de celelalte linii de apărare maritimă, insemnătatea fiind părăsit în anii 1956.
În 1960 cei care emiteau prin stații de radio pirat au considerat platformele părăsite drept locații ideale pentru a-și desfășura activitățile. Ei au considerat că acolo pot fi în afara spațiului de acțiune al departamentelor de urmărire și pedepsire a emisiilor ilegale. Din cauza  aceasta au existat numeroase dispute legate de dreptul de utilizare al platformelor. Paddy Roy Bates a putut instala pentru început propriul post de radio Radio Essex pe platforma  Knock John Tower în anul 1965, după ce alungase de acolo pe concurenții săi care emiteau pe frecvențele postului Radio City. În curând s-a dovedit că Knock John Tower nu era suficient de departe de coasta britanică. În 1966, în ajunul Crăciunului  postul de radio care între timp fusese redenumit în 
Britain’s Better Music Station (BBMS), a fost închis iar proprietarul lui trimis în judecată din cauza încălcări legi reglementărilor radiofonice din Marea Britanie.

## Economia

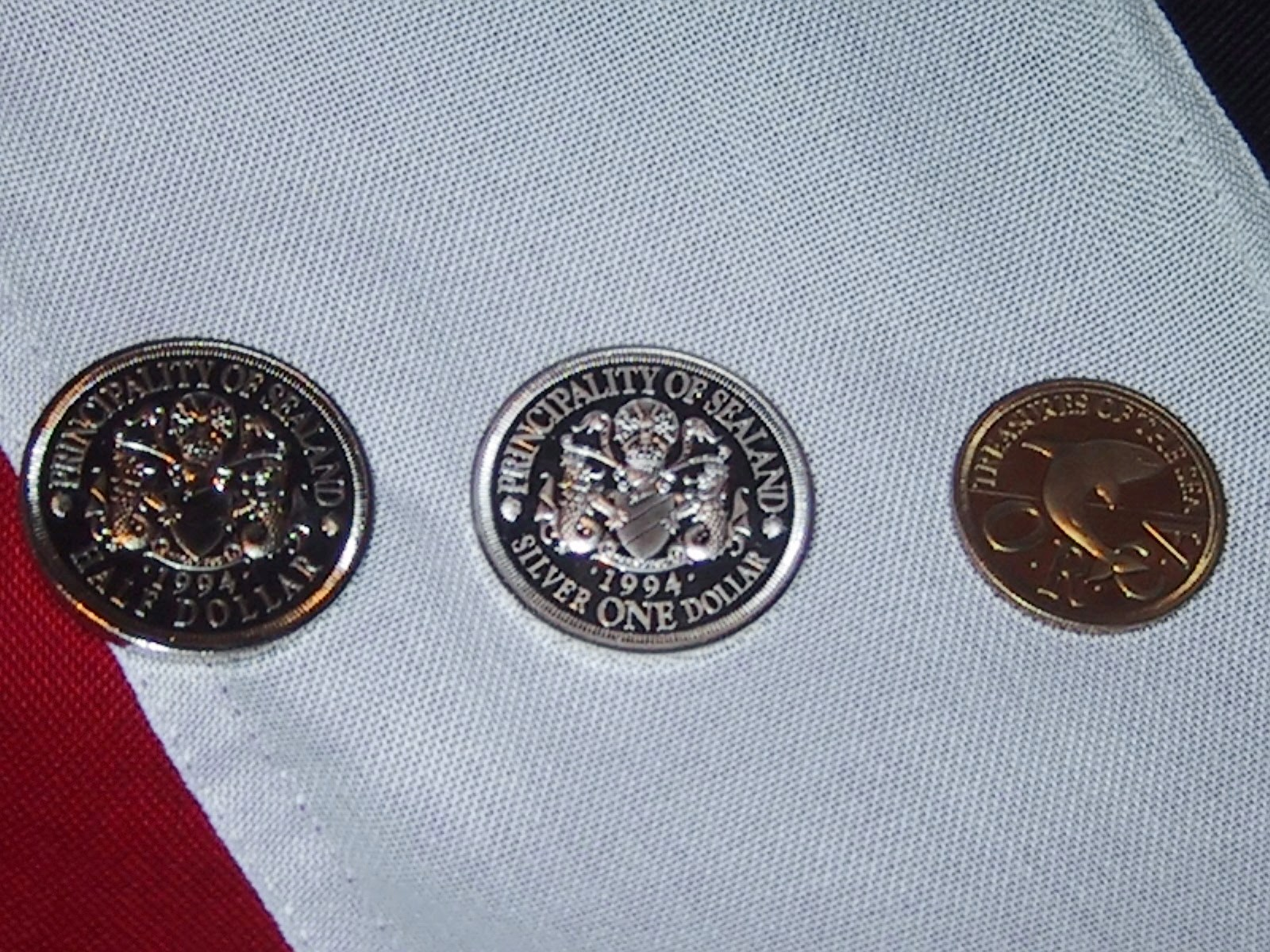
Monede din Sealand.

Principatul Sealand a fost implicat în mai multe operațiuni comerciale, inclusiv emiterea de monede și timbre poștale. Principatul are un site pe Internet unde publică un ziar online numit Sealand News . Din 11 februarie 2007 Principatul poate să fie vizitat de turiști.